# Jezioro Bolesławskie

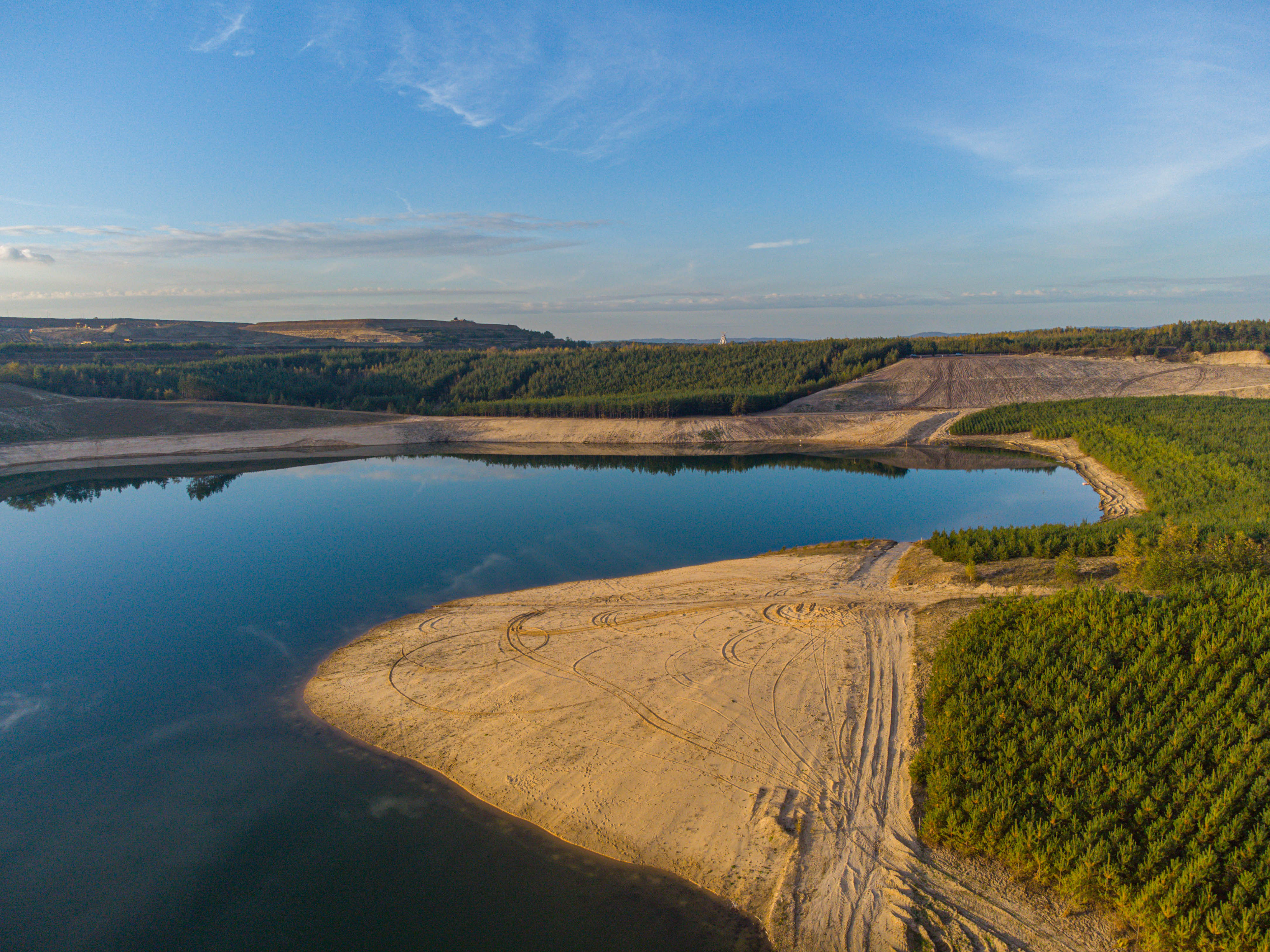
Widok na Jezioro Bolesławskie

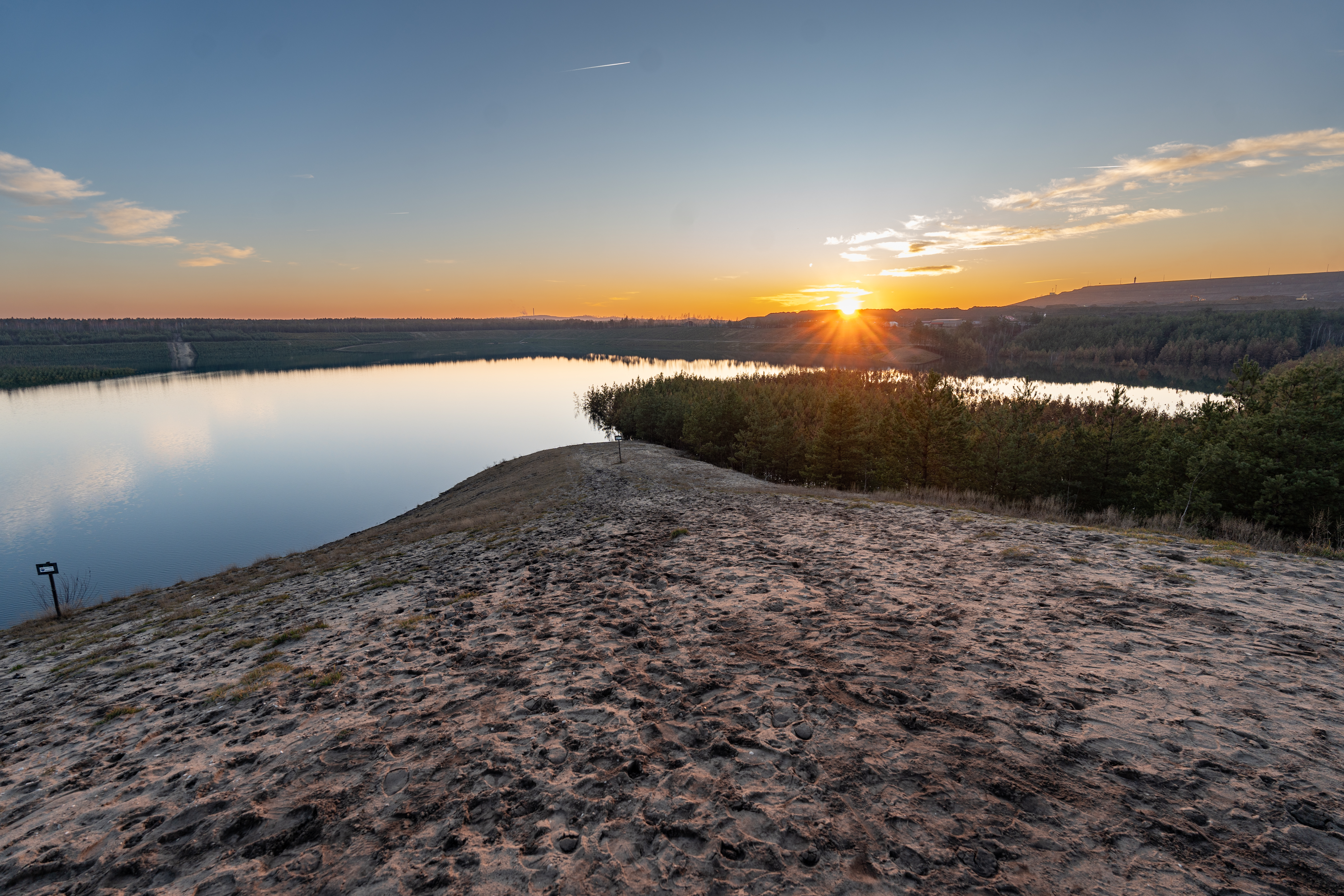
Jezioro Bolesławskie, grudzień 2024

Jezioro Bolesławskie – zbiornik wodny, który zaczął tworzyć się na początku 2022 roku w miejscowości Bolesław koło Olkusza. Po zlikwidowaniu kopalni rud cynku i ołowiu Olkusz-Pomorzany należącej do ZGH Bolesław poziom wód gruntowych zaczął się gwałtownie podnosić. W pustym wyrobisku odkrywkowej kopalni piasku zaczęła pojawiać się woda, stopniowo je wypełniając. Jezioro w końcowym etapie zalewania, który potrwa co najmniej kilka lat, zajmie obszar około 70 ha i będzie jednym z wielu zbiorników wodnych, jakie powstaną po zlikwidowaniu kopalni Pomorzany.